# باول بوسطن
باول بوسطن (بالإنجليزية: Paul Boston)‏ هو رسام أسترالي، ولد في 1942 في ملبورن في أستراليا.